# 미국 헌법 초안 및 비준 타임라인
미국의 헌법 초안은 연합규약을 개정하기 위해 필라델피아, 펜실베이니아주에 있는 펜실베이니아 주 의사당 (현재 독립기념관)에서 제헌회의가 정족수를 갖추고 처음 모인 1787년 5월 25일에 시작되었다. 이는 연합규약을 대체하기 위해 회의 대표들이 작성한 정부 형태가 채택되고 서명된 1787년 9월 17일에 끝났다. 헌법 비준 과정은 그날 시작되었고, 마지막 주였던 로드아일랜드주가 1790년 5월 29일에 비준하면서 종료되었다.
이 연표는 제헌회의 기간 동안과 헌법이 주들에게 비준을 위해 제출된 이후의 주요 사건들 외에도, 회의 개최 전 기간과 연합규약에 따른 정부에서 헌법에 따른 정부로 국가가 전환하는 동안 발생한 중요한 사건들을 포함한다. 이는 당시 연방 외의 주권국이었던 버몬트 공화국의 독특한 비준 투표로 마무리된다. 다루는 기간은 1785년 3월 25일부터 1791년 1월 10일(5년, 9개월)까지이다.

## 1785
3월 25일 • 메릴랜드-버지니아 회의 소집
당초 3월 21일 알렉산드리아 알렉산드리아에서 소집될 예정이었던 메릴랜드와 버지니아 주를 대표하는 대표단이 조지 워싱턴의 페어팩스군 자택인 마운트 버넌에 모여 주 공동 수로에서의 수리권 문제 해결을 논의한다. 이후 마운트 버넌 회의로 알려진 이 회의에는 메릴랜드의 대니얼 오브 세인트 토머스 제니퍼, 토머스 스톤, 새뮤얼 체이스와 버지니아의 조지 메이슨, 알렉산더 헨더슨이 참석했다.
3월 28일 • 메릴랜드-버지니아 회의 종료
대표단은 포토맥강과 포코모크강, 그리고 체서피크만의 수역에서의 상업, 어업, 항해를 규제하는 13개 조항의 협정인 마운트 버넌 협약을 승인한다. 이 협약은 후에 버지니아 주의회와 메릴랜드 주의회 양측에 의해 비준되어, 국가 최초의 주간 협약이 되었다.

## 1786
1월 21일 • 연방 정부의 특정 결함 해결을 위한 회의 소집
버지니아 총회는 여러 주들 사이에 존재하는 보호주의적 무역 및 상업 장벽을 철폐하는 것에 대한 합의를 논의하고 개발하기 위한 주간 회의를 소집한다.
9월 11일 • 애너폴리스 회의 소집델라웨어주, 뉴저지주, 뉴욕주, 펜실베이니아주, 버지니아주 대표단이 메릴랜드주 아나폴리스의 조지 맨 선술집에 모여 주들 간의 상업을 촉진하고 표준 규칙과 규정을 수립하는 방법을 논의한다. 매사추세츠주, 뉴햄프셔주, 노스캐롤라이나주, 로드아일랜드주에서 임명된 대표들은 너무 늦게 도착하여 참여하지 못하거나 기타 사유로 불참했다. 코네티컷주, 조지아주, 메릴랜드주, 사우스캐롤라이나주의 네 개 주는 대표를 임명하지 않았다.
9월 14일 • 애너폴리스 회의 폐회의회와 여러 주의 입법부에 보내진 회의 보고서에는 다음 5월 필라델피아에서 연합규약 개정을 논의하기 위한 또 다른 회의를 개최할 것을 요청하는 내용이 포함되어 있다.
11월 23일 •
뉴저지주가 제헌회의 대표를 선출한다. 데이비드 브리얼리, 조너선 데이턴, 윌리엄 휴스턴, 윌리엄 리빙스턴, 그리고 윌리엄 패터슨이 참석할 것이다.
12월 4일 •
버지니아주가 제헌회의 대표를 선출한다. 존 블레어 주니어, 제임스 매디슨, 조지 메이슨, 제임스 맥클러그, 에드먼드 랜돌프, 조지 워싱턴, 그리고 조지 와이스가 참석할 것이다.
12월 30일 •
펜실베이니아주가 제헌회의 대표를 선출한다. 조지 클라이머, 토머스 피츠시먼스, 벤저민 프랭클린, 재러드 잉거솔, 토머스 미플린, 구버너 모리스, 로버트 모리스, 그리고 제임스 윌슨이 참석할 것이다.

## 1787

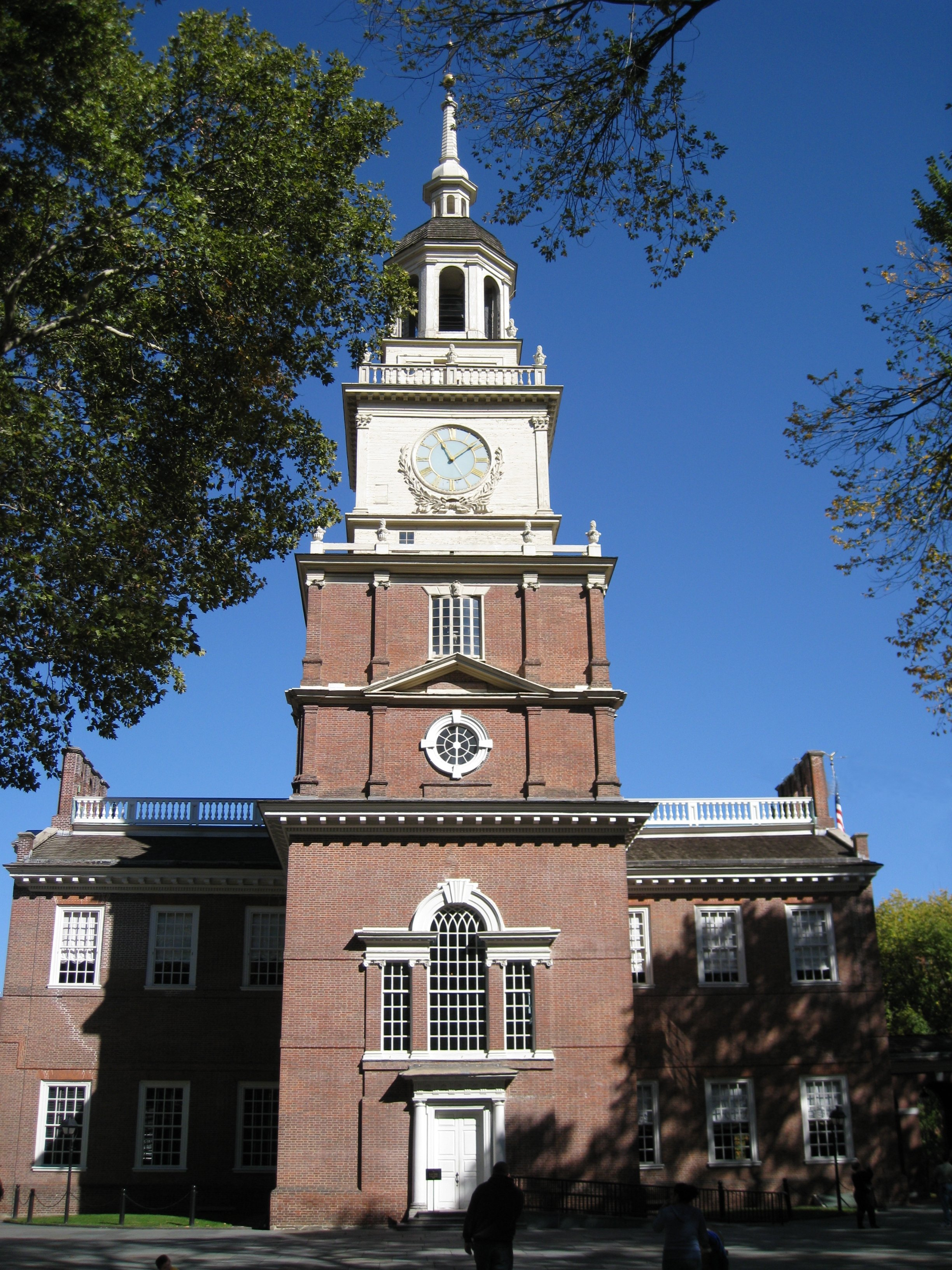
헌법이 제정된 필라델피아 독립기념관 (옛 펜실베이니아 주 의사당)의 남쪽 면

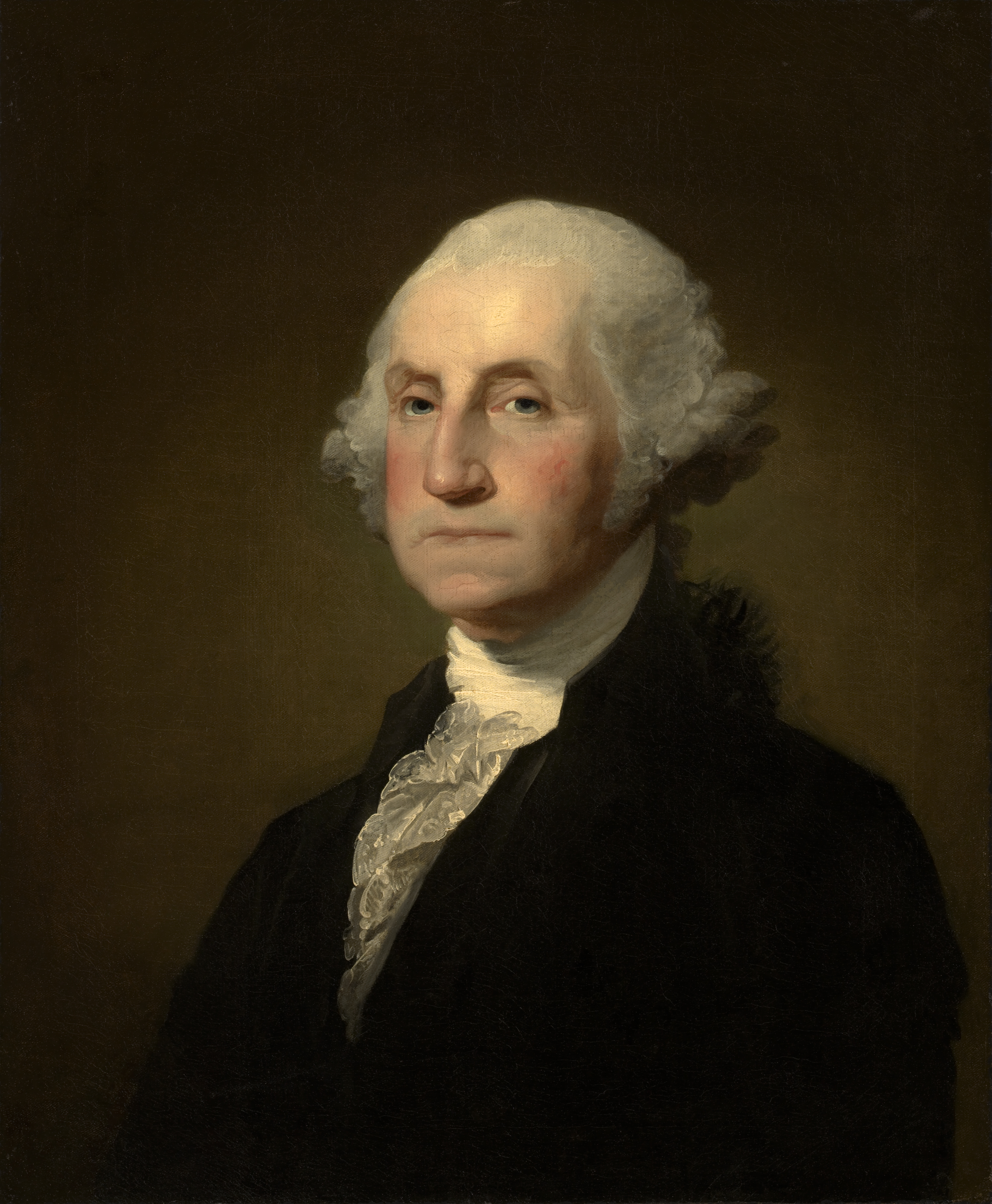
1787년 제헌회의 의장을 지낸 조지 워싱턴

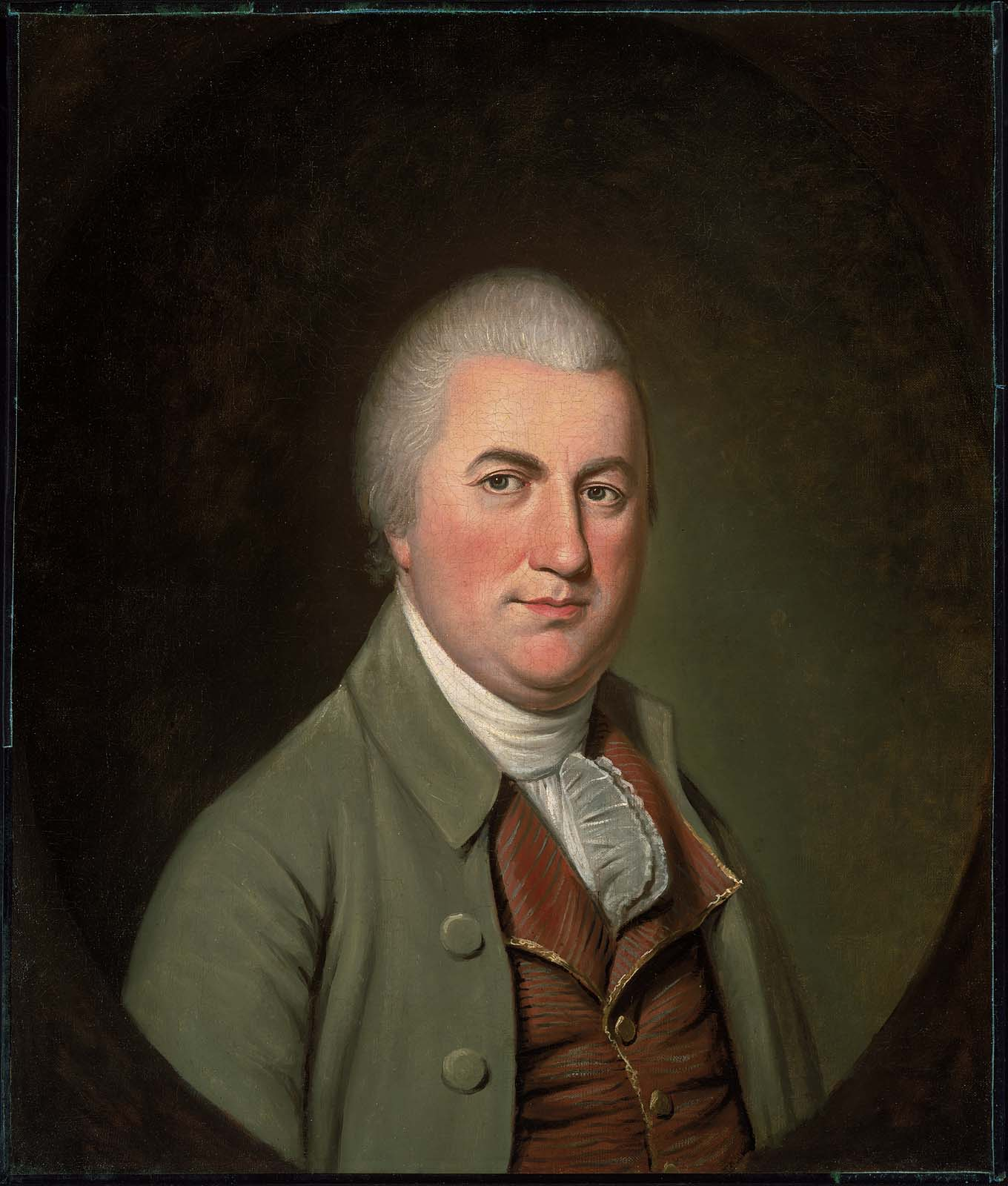
전체 위원회 의장을 지낸 내서니얼 고럼

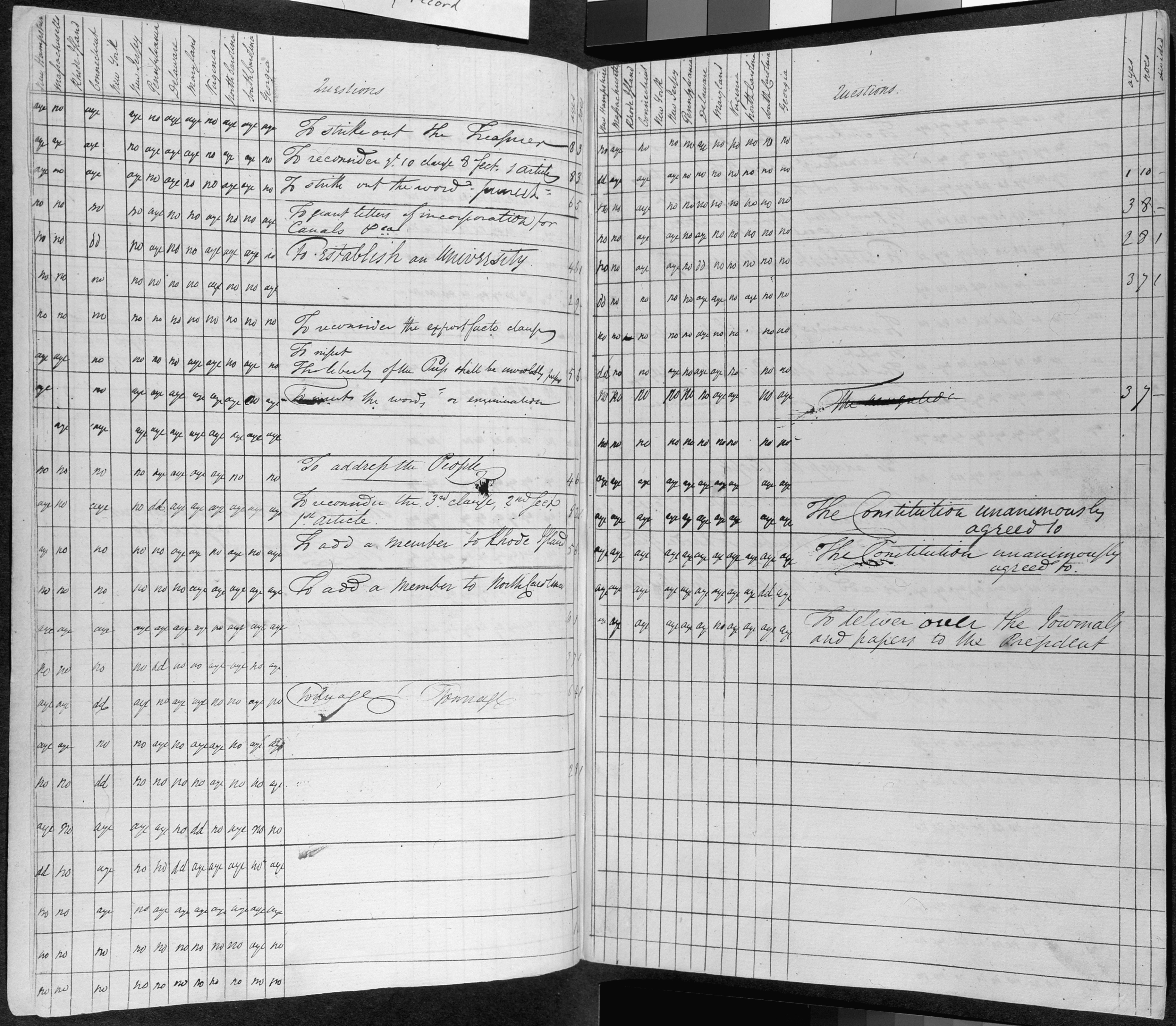
헌법을 탄생시킨 상호 양보와 타협을 반영하는 회의 투표 기록; 이 페이지는 1787년 9월 15일에 치러진 최종 투표를 기록한다.

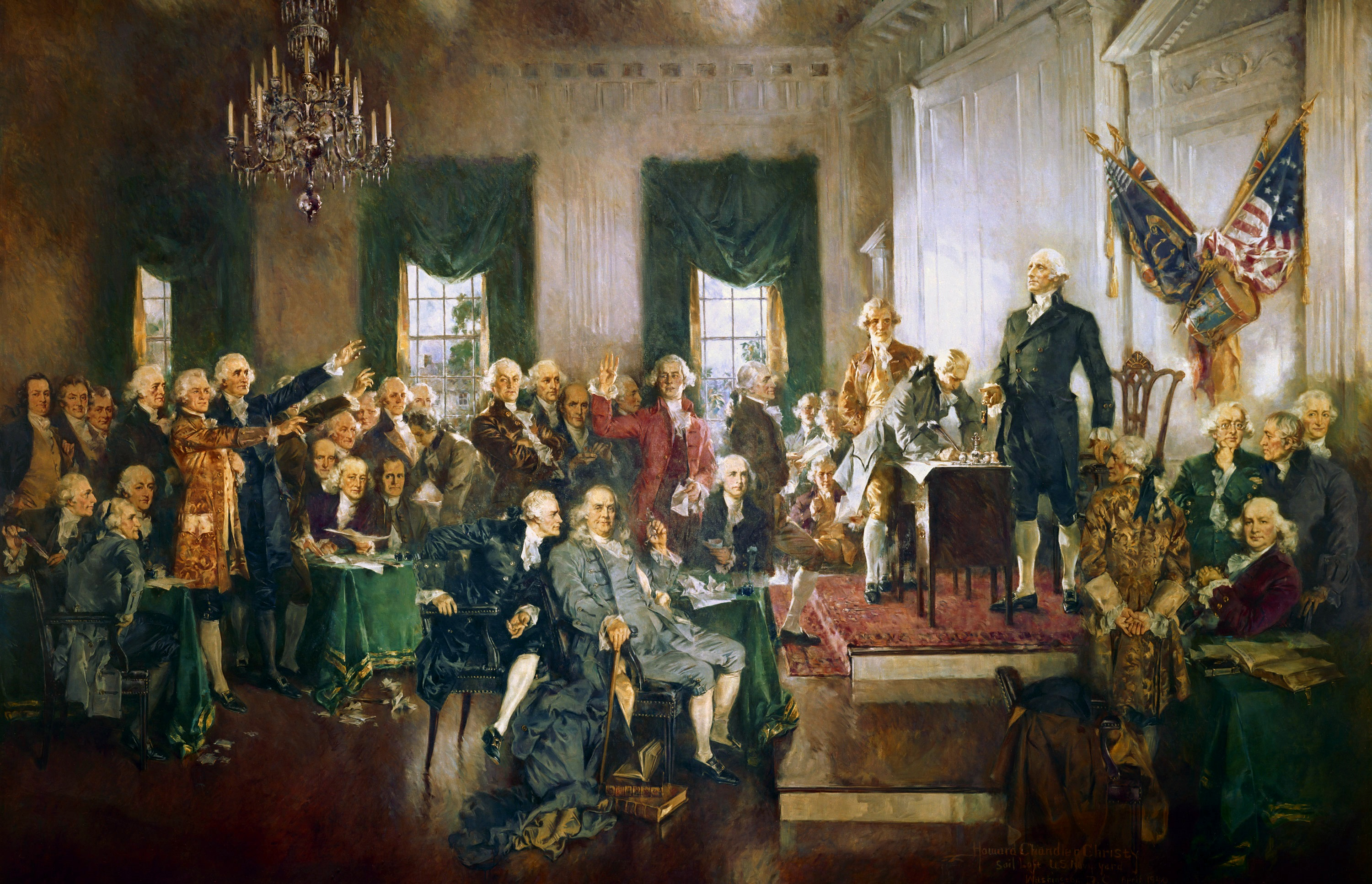
하워드 챈들러 크리스티의 1940년작 미국 헌법 서명식

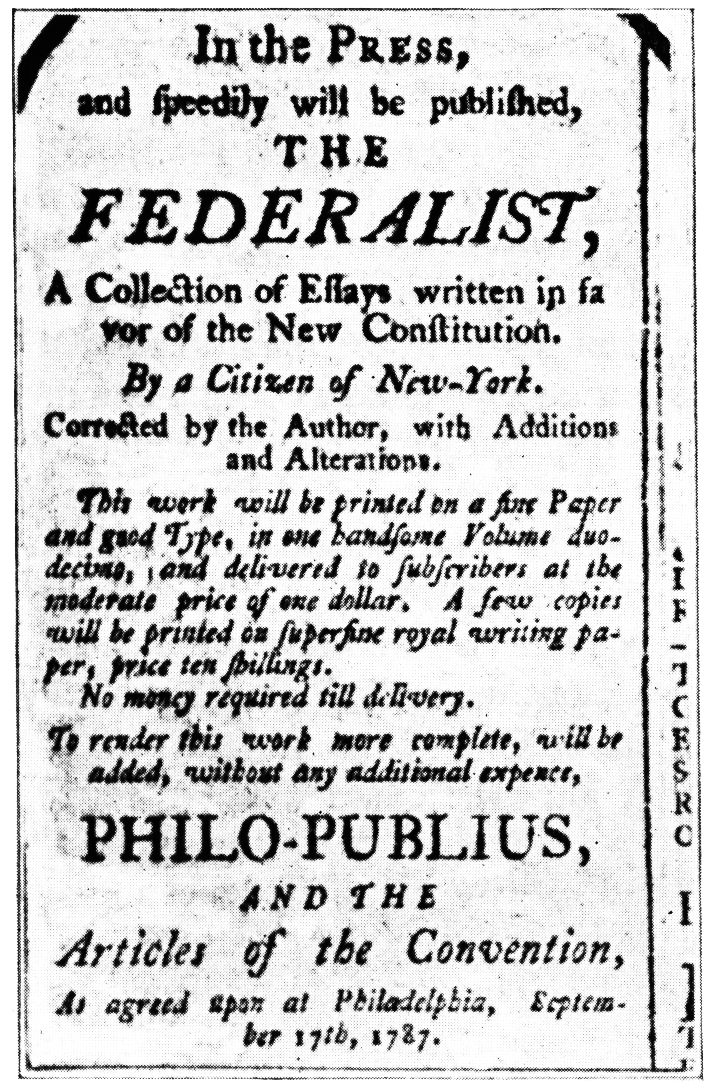
1787년 연방주의자 논집 광고. "필로-퍼블리우스"라는 가명 사용.

1월 6일 •
노스캐롤라이나주가 제헌회의 대표를 선출한다. 윌리엄 블런트, 윌리엄 리처드슨 데이비, 알렉산더 마틴, 리처드 돕스 스페이트, 그리고 휴 윌리엄슨이 참석할 것이다.
1월 17일 •
뉴햄프셔주가 제안된 필라델피아 회의에 대표를 선출한다. 니콜라스 길먼과 존 랭던이 참석할 것이다.
2월 3일 •
델라웨어주가 제안된 헌법 제정 회의에 대표를 선출한다. 리처드 배싯, 거닝 베드퍼드 주니어, 제이컵 브룸, 존 디킨슨, 그리고 조지 리드가 참석할 것이다.
2월 10일 •
조지아주가 제안된 헌법 제정 회의에 대표를 선출한다. 에이브러햄 볼드윈, 윌리엄 퓨, 윌리엄 휴스턴, 그리고 윌리엄 피어스가 참석할 것이다.
2월 21일 • 연합규약 개정을 논의하기 위한 회의 소집
연합회의는 "연합규약의 개정 및 의회와 여러 입법부에 그러한 변경 사항과 규정을 보고하고, 의회에서 합의되고 주들이 확정할 때 연방 헌법을 정부의 비상사태와 연합 보존에 적합하게 만드는 것"을 유일하고 명시적인 목적으로 하는 헌법 제정 회의를 소집한다.
3월 3일 •
매사추세츠주가 다가올 헌법 제정 회의에 대표를 선출한다. 엘브리지 게리, 내서니얼 고럼, 루퍼스 킹, 그리고 케일럽 스트롱이 참석할 것이다.
3월 6일 •
뉴욕주가 다가올 헌법 제정 회의에 대표를 선출한다. 알렉산더 해밀턴, 존 랜싱 주니어, 그리고 로버트 예이츠가 참석할 것이다.
3월 8일 •
사우스캐롤라이나주가 다가올 헌법 제정 회의에 대표를 선출한다. 피어스 버틀러, 찰스 코츠워스 핑크니, 찰스 핑크니, 그리고 존 러틀리지가 참석할 것이다.
4월 23일 •
메릴랜드주가 다가올 헌법 제정 회의에 대표를 선출한다. 대니얼 캐럴, 대니얼 오브 세인트 토머스 제니퍼, 루터 마틴, 제임스 맥헨리, 그리고 존 머서가 참석할 것이다.
5월 5일 •
로드아일랜드 주의회에서 헌법 제정 회의에 대표를 보내자는 동의가 부결된다.
5월 14일 • 제헌회의 개최 예정
소수의 대표단만이 필라델피아에 도착하여, 정족수 미달로 회의 개회는 연기된다.
5월 14일 •
코네티컷주가 헌법 제정 회의에 대표를 선출한다. 올리버 엘즈워스, 윌리엄 새뮤얼 존슨과 로저 셔먼이 참석할 것이다.
5월 17일 •
"로드아일랜드의 특정 시민들"로부터 회의에 지지를 표명하고 모든 주가 참여하지 못하는 것에 대한 유감을 표하는 서신이 보내진다.
5월 25일 • 제헌회의 소집
펜실베이니아 주 의사당에 정족수를 이룰 만큼 충분한 대표들이 모여 헌법 제정 회의가 소집되고 대표들은 업무를 시작한다. 조지 워싱턴이 회의의 의장으로 선출된다. 윌리엄 잭슨이 회의의 비서로 선정된다. 알렉산더 해밀턴, 찰스 핑크니와 조지 와이스가 회의 규칙을 준비하기 위해 선정된다.
5월 29일 •
연방 정부 구조화를 위한 버지니아 안 (대주안 또는 랜돌프안이라고도 함)이 에드먼드 랜돌프에 의해 제출된다.
5월 29일 •
연방 정부 구조화를 위한 핑크니 안이 찰스 핑크니에 의해 제출된다.
5월 30일 •
전체 위원회의 의장으로 내서니얼 고럼이 선출된다.
6월 11일 •
로저 셔먼이 코네티컷 타협 (셔먼 또는 대타협이라고도 함)을 도입한다. 이는 하원에서의 비례대표제 (인구 기반)와 상원에서의 각 주의 동등한 대표성을 요구한다. 이 계획은 7월 2일 위원회에 회부될 것이며 7월 16일 투표에 부쳐질 것이다.
6월 15일 •
연방 정부 구조화를 위한 뉴저지 안 (소주안 또는 패터슨안이라고도 함)이 윌리엄 패터슨에 의해 제출된다.
6월 18일 •
연방 정부 구조화를 위한 해밀턴 안 (영국 안이라고도 함)이 알렉산더 해밀턴에 의해 제출된다.
7월 2일 •
연방 의회 양원에서의 대표성 문제에 대한 타협안을 마련하기 위해 에이브러햄 볼드윈, 거닝 베드퍼드, 윌리엄 데이비, 올리버 엘즈워스, 벤저민 프랭클린, 엘브리지 게리, 루터 마틴, 조지 메이슨, 존 러틀리지, 윌리엄 패터슨, 그리고 로버트 예이츠로 구성된 11인 위원회가 선정된다. 이와 같은 위원회는 회의 기간 동안 여러 차례 설치되었으며, 각 주에서 한 명의 대표가 포함되어 숙의 과정이 생산적으로 진행될 수 있도록 돌파구를 마련하기 위함이었다.
7월 12일 •
노예주와 자유주 대표단은 대표와 직접세를 배분할 때 노예를 어떻게 계산할 것인지에 대한 3/5 타협을 채택한다.
7월 16일 •
11인 위원회 보고서가 6월 11일 로저 셔먼이 제안한 코네티컷 타협안 채택을 요구한다. 이 타협안은 하원 의석에 대한 비례 대표와 상원에서 주에 대한 동등한 대표성을 허용했다. 또한 모든 예산 법안이 하원에서 시작되어야 한다고 제안한 이 계획은 회의에서 승인된다 (5–4–1).
7월 24일 •
세부 위원회는 존 러틀리지, 에드먼드 랜돌프, 내서니얼 고럼, 올리버 엘즈워스, 제임스 윌슨으로 구성되었으며, 그 시점까지 회의에서 통과된 결의안을 반영하는 헌법 초안을 작성하기 위해 선정되었다.
8월 6일 •
세부 위원회 보고서, 23개 조항(및 전문)으로 구성된 헌법 초안이 제출된다.
8월 18일 •
연방 정부의 주 부채 인수에 관한 문제를 다루기 위해 에이브러햄 볼드윈, 조지 클라이머, 존 디킨슨, 루퍼스 킹, 존 랭던, 윌리엄 리빙스턴, 조지 메이슨, 제임스 맥헨리, 찰스 C. 핑크니, 로저 셔먼, 그리고 휴 윌리엄슨으로 구성된 11인 위원회가 선정된다. 민병대 관련 문제는 8월 20일 이 위원회에 회부된다.
8월 22일 •
연방 세금 및 관세 부과 권한, 그리고 노예의 이주 또는 수입을 규제하거나 금지할 수 있는 권한과 관련된 문제를 다루기 위해 에이브러햄 볼드윈, 조지 클라이머, 존 디킨슨, 윌리엄 존슨, 루퍼스 킹, 존 랭던, 윌리엄 리빙스턴, 루터 마틴, 제임스 매디슨, 찰스 C. 핑크니, 그리고 휴 윌리엄슨으로 구성된 11인 위원회가 선정된다.
8월 25일 •
주간 무역 및 항해와 관련된 문제를 검토하기 위해 피어스 버틀러, 대니얼 캐럴, 조너선 데이턴, 윌리엄 퓨, 토머스 피츠시먼스, 내서니얼 고럼, 존 랭던, 조지 메이슨, 조지 리드, 로저 셔먼, 그리고 휴 윌리엄슨으로 구성된 11인 위원회가 선정된다.
8월 31일 •
에이브러햄 볼드윈, 데이비드 브리얼리, 피어스 버틀러, 대니얼 캐럴, 존 디킨슨, 니콜라스 길먼, 루퍼스 킹, 제임스 매디슨, 구버너 모리스, 로저 셔먼, 그리고 휴 윌리엄슨으로 구성된 11인 위원회 (남은 업무)가 "헌법 중 연기된 부분 및 보고서 중 처리되지 않은 부분"을 해결하기 위해 선정된다.
9월 1일–8일 •
11인 위원회 (남은 업무)는 대통령 선출 방식, 대통령 임기, 대통령의 조약 체결 권한, 대통령 탄핵 등 여러 미해결 문제를 다루고 일련의 보고서를 작성한다.
9월 8일 •
알렉산더 해밀턴, 윌리엄 존슨, 루퍼스 킹, 제임스 매디슨, 그리고 구버너 모리스로 구성된 문체 및 정리 위원회가 승인된 23개 조항에서 최종 헌법 초안을 추출하기 위해 선정된다.
9월 12일 •
문체 및 정리 위원회가 완성된 헌법 최종 초안을 회의에 제출하여 검토를 요청한다. 23개 조항은 전문과 종결문을 포함하는 7개 조항의 일관된 문서로 재구성되었으며, 구버너 모리스가 주된 저자였다. 위원회는 또한 헌법을 의회에 전달할 때 동봉할 제안 편지도 제출했다.
9월 13일–14일 •
헌법 초안의 공식 사본이 필사된다. 필사자는 제이컵 샬러스이다.
9월 15일 •
헌법 초안은 주 대표단의 만장일치 승인을 받는다.
9월 17일 • 헌법 서명 및 회의 폐회
승인된 헌법은 12개 주(로드아일랜드 제외)의 39명의 대표단에 의해 서명된다. 병으로 불참한 존 디킨슨은 조지 리드가 대리로 서명했다. 참석한 세 명의 대표단은 문서 서명을 거부했다: 에드먼드 랜돌프, 조지 메이슨, 엘브리지 게리. 회의 의장으로서 조지 워싱턴이 가장 먼저 서명했다. 다른 대표들은 엄격한 의회 투표 순서에 따라 주별로 그룹 지어 서명했다. 그러나 워싱턴은 오른쪽 여백 근처에 서명했고, 대표들이 그의 서명 아래에 공간이 부족하자 왼쪽으로 두 번째 서명 열을 시작했다. 회의 서기인 잭슨도 증인으로 서명했다. 회의는 그 후 무기한 휴회된다.
9월 18일 • 헌법 초안 발표
펜실베이니아 패킷(The Pennsylvania Packet)이 필라델피아에서 헌법 초안의 첫 번째 공개본을 인쇄한다.
9월 20일 •
헌법 초안이 의회에 제출된다.
9월 27일 •
"카토"의 첫 번째 반연방주의자 서한이 출판된다.
9월 28일 •
연합 회의는 제7조에 명시된 바와 같이, 주 회의에서 국민에 의한 비준을 위해 제안된 헌법을 13개 주에 송부하기로 투표한다.
10월 5일 •
"센티넬"의 첫 번째 반연방주의자 서한이 출판된다.
10월 8일 •
"연방 농부"의 첫 반연방주의 서한이 출판된다.
10월 18일 •
"브루투스"의 첫 반연방주의 서한이 출판된다.
10월 27일 •
"푸블리우스"(알렉산더 해밀턴, 존 제이, 제임스 매디슨)의 연방주의자 논집 중 첫 번째인 해밀턴의 연방주의자 논집 제1호가 디 인디펜던트 저널에 게재된다. 저자들은 계획된 에세이 시리즈가 "여러분의 주의를 끌 만한 모든 [반연방주의자] 반대에 만족스러운 답변을 줄 것"이라고 기대했다.
11월 20일 •
펜실베이니아주에서 비준 회의가 시작된다.
12월 3일 •
델라웨어주에서 비준 회의가 시작된다.
12월 7일 • 비준 
델라웨어주가 헌법을 비준한 첫 번째 주가 된다 (30–0).
12월 11일 •
뉴저지주에서 비준 회의가 시작된다.
12월 12일 • 비준 
펜실베이니아주가 헌법을 비준한 두 번째 주가 된다 (46–23).
12월 18일 • 비준 
뉴저지주가 헌법을 비준한 세 번째 주가 된다 (38–0).
12월 18일 •
펜실베이니아주 회의의 반연방주의자 소수파가 그들의 "반대" 의견을 발표한다.
12월 25일 •
조지아주에서 비준 회의가 시작된다.

## 사진

## 1788

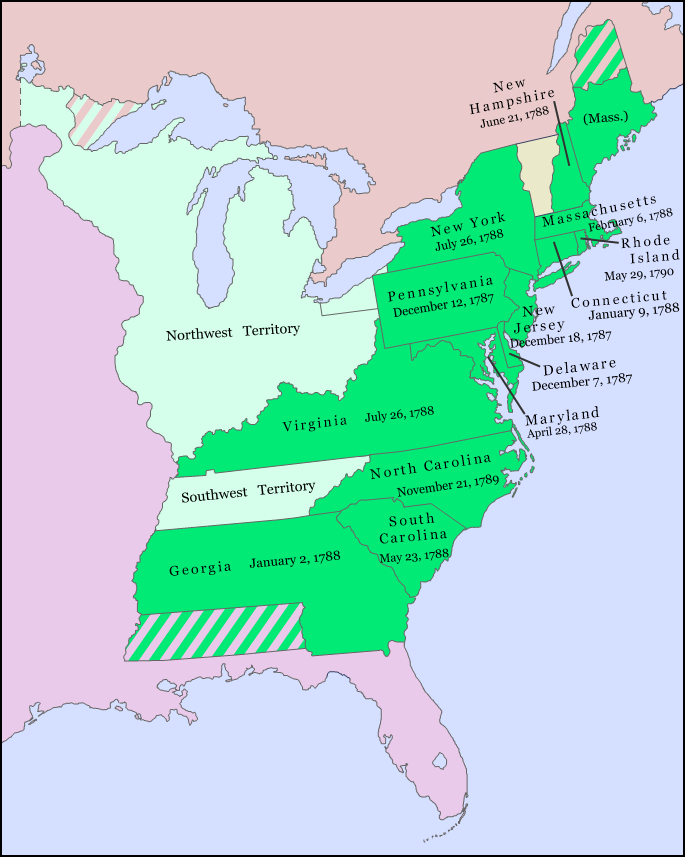
13개 주가 헌법을 비준한 날짜

1월 2일 • 비준 
조지아주가 헌법을 비준한 네 번째 주가 된다 (26–0).
1월 3일 •
코네티컷주에서 비준 회의가 시작된다.
1월 9일 • 비준 
코네티컷주가 헌법을 비준한 다섯 번째 주가 된다 (128–40).
1월 9일 •
매사추세츠주에서 비준 회의가 시작된다.
2월 6일 • 비준 
매사추세츠주가 헌법을 비준한 여섯 번째 주가 된다 (187–168). 헌법 비준과 더불어 매사추세츠주는 19가지 변경을 요청한다.
2월 13일~22일 •
뉴햄프셔주에서 비준 회의 (1차)가 개최된다.
3월 1일 •
제안된 헌법 제7조의 정신과 취지를 무시하고, 로드아일랜드 주의회는 주 회의 대신 주 전체 국민투표를 요구한다.
3월 24일 •
로드아일랜드주 유권자들이 헌법을 압도적으로 부결시킨다 (2,708–237).
4월 10일 •
올버니 반연방위원회는 제안된 헌법에 강력히 반대하는 회람을 발표하며, 정부의 형태를 "영국보다 더 독재적이고 전제적"이라고 비난한다.
4월 21일 •
메릴랜드주에서 비준 회의가 시작된다.
4월 28일 • 비준 
메릴랜드주가 헌법을 비준한 일곱 번째 주가 된다 (63–11).
5월 12일 •
사우스캐롤라이나주에서 비준 회의가 시작된다.
5월 23일 • 비준 
사우스캐롤라이나주가 헌법을 비준한 여덟 번째 주가 된다 (149–73). 헌법 비준과 더불어 사우스캐롤라이나주는 두 가지 변경을 요청한다.
6월 2일 •
버지니아주에서 비준 회의가 시작된다.
6월 17일 •
뉴욕주에서 비준 회의가 시작된다.
6월 18일 •
뉴햄프셔주에서 비준 회의 (2차)가 시작된다.
6월 21일 • 비준 
뉴햄프셔주가 헌법을 비준한 아홉 번째 주가 된다 (57–47). 헌법 비준과 더불어 뉴햄프셔주는 12가지 변경을 요청한다.
6월 21일 •
13개 주 중 9개 주에서 비준된 헌법은 공식적으로 제정되어 해당 9개 주에 대해 효력이 발생한다.
6월 25일 • 비준 
버지니아주가 헌법을 비준한 열 번째 주가 된다 (89–79). 헌법 비준과 더불어 버지니아주는 20가지 변경을 요청한다.
7월 2일 •
의회 의장 사이러스 그리핀은 뉴햄프셔주가 헌법을 비준했음을 의회에 알리고, 이는 그들에게 전달된 아홉 번째 비준임을 언급한다. 접수된 모든 비준을 검토하고 새로운 헌법을 시행하기 위한 계획을 수립하기 위해 위원회가 구성된다.
7월 21일~8월 2일 •
노스캐롤라이나주 힐스보로에서 1차 비준 회의가 개최된다. 정부 형태에 권리장전이 포함되도록 영향을 미치려는 희망으로, 대표들은 헌법을 비준하지도 거부하지도 않기로 투표한다 (184–84).
7월 26일 • 비준 
뉴욕주가 헌법을 비준한 열한 번째 주가 된다 (30–27). 헌법 비준과 더불어 뉴욕주는 33가지 변경을 요청하는 회람 서한을 발행하며, 또한 새로운 미국 의회가 다른 주 비준 회의에서 요구된 모든 수정안에 대해 긍정적인 조치를 취할 것을 요청한다.
9월 13일 •
연합 회의는 새로운 헌법이 정식으로 비준되었음을 인증하고 새 연방 정부의 첫 회의 및 대통령 선거 날짜를 정한다.
1788년 12월 15일 – 1789년 1월 10일 • 대통령 선거 실시
새로운 헌법에 따른 첫 4년 주기 대통령 선거가 실시된다.

## 1789

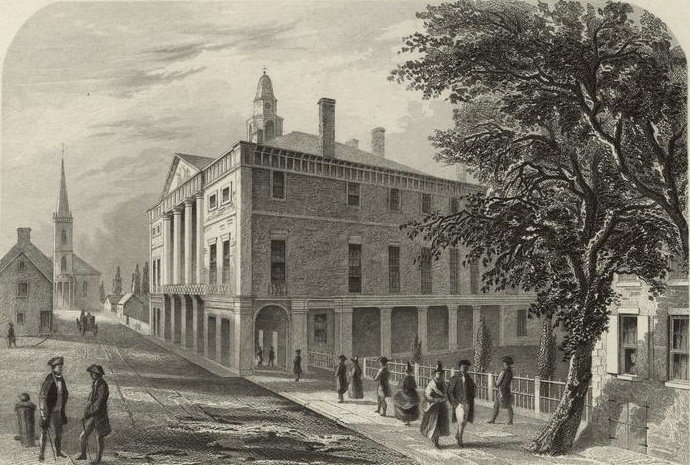
뉴욕시 페더럴 홀, 헌법에 따른 미국 최초의 수도

1789년 4월 30일, 조지 워싱턴의 초대 미국 대통령 취임

2월 4일 • 선거인단 소집
대통령 선거인들이 각 주에서 투표를 한다. 조지 워싱턴이 만장일치로 국가의 첫 대통령으로 선출되고, 존 애덤스는 69표 중 34표를 얻어 첫 부통령으로 선출된다. 이 선거에서는 13개 주 중 10개 주만이 선거인 투표를 했다. 노스캐롤라이나주와 로드아일랜드주는 아직 헌법을 비준하지 않아 참여할 자격이 없었다. 뉴욕주 의회는 할당된 선거인들을 제때 임명하지 못했기 때문에 뉴욕주에서는 투표하는 선거인이 없었다.
3월 4일 • 미국 의회 소집
제1차 미국 의회 의원들이 뉴욕시의 페더럴 홀에 착석하면서 새로운 정부 형태에 따른 연방 정부가 운영을 시작한다. 11개 주의 상원에는 20명의 연방주의자와 2명의 반연방주의자(둘 다 버지니아 출신)가 포함된다. 하원에는 48명의 연방주의자와 11명의 반연방주의자(매사추세츠주, 뉴욕주, 사우스캐롤라이나주, 버지니아주 4개 주 출신)가 착석한다. 그러나 각 의회의 첫 회의는 정족수 미달로 연기되어야 한다.
4월 1일 • 하원, 첫 정족수 달성
정족수가 충족되자 대표들은 업무를 시작한다. 펜실베이니아주의 프레더릭 뮤렌버그가 하원 의장으로 선출된다.
4월 6일 • 상원, 첫 정족수 달성
정족수가 충족되자 상원의원들은 업무를 시작한다. 뉴햄프셔주의 존 랭던이 상원 임시의장으로 선출된다.
4월 6일 • 선거인 투표수 집계
하원과 상원은 공동 회의에서 조지 워싱턴이 미국 대통령으로, 존 애덤스가 부통령으로 선출되었음을 인증한다.
4월 21일 • 존 애덤스, 부통령 직무 시작
존 애덤스가 뉴욕시 페더럴 홀 상원 회의실에서 미국의 부통령으로 취임한다.
4월 30일 • 조지 워싱턴, 대통령 직무 시작
조지 워싱턴이 뉴욕시 페더럴 홀에서 미국 대통령으로 취임한다. 워싱턴은 성 요한 로지 제1호, A.Y.M. 소유의 성경에 손을 얹고 뉴욕 대법관 로버트 R. 리빙스턴의 주재하에 대통령 취임 선서를 한다.
9월 25일 • 의회가 헌법 수정안 제안
헌법에 대한 12개 수정조항이 상원에서 승인되었고, 전날 하원에서는 기록된 투표 없이 통과되어 주들에 비준을 위해 보내졌다. 제3조부터 제12조는 1791년 12월 15일 헌법에 추가되어 비준되었으며, 총칭하여 권리장전으로 알려져 있다. 제2조는 1992년 5월 7일 제27차 수정헌법으로 헌법의 일부가 되었다. 제1조는 기술적으로 아직 주들의 승인을 기다리고 있다.
11월 16일 •
노스캐롤라이나주 페이엣빌에서 2차 비준 회의가 시작된다.
11월 21일 • 비준 
노스캐롤라이나주가 헌법을 비준한 열두 번째 주가 된다 (194–77). 헌법 비준과 더불어 노스캐롤라이나주는 26가지 변경을 요청한다.

## 1790
2월 2일 • 미국 연방 대법원 소집
미국 연방 대법원은 뉴욕시 브로드 스트리트의 로열 익스체인지 빌딩에서 대법원장 존 제이가 주재하며 정족수를 갖춘 채 첫 회기를 개최한다. 1789년 사법부법에 따라 대법원은 초기에 대법원장 한 명과 다섯 명의 대법관으로 구성되었다.
3월 1일~6일 •
로드아일랜드주에서 비준 회의 (1차)가 개최된다.
5월 24일 •
로드아일랜드주에서 비준 회의 (2차)가 시작된다.
5월 29일 • 비준 
로드아일랜드주가 13개 주 중 마지막으로 헌법을 비준한다 (34–32). 헌법 비준과 더불어 로드아일랜드주는 21가지 변경을 요청한다.

## 1791
1월 6일 •
버몬트주에서 미국 연합 가입을 고려하기 위한 회의가 시작된다.
1월 10일 • 비준 및 적용 
버몬트주가 헌법을 비준하고 연합 가입을 신청하기로 투표한다 (105–2).

## 같이 보기
- 연합규약 시대
- 1788년 연방 행렬
- 미국 건국의 아버지
- 미국의 역사 (1776년~1789년)
- 미국에서의 공화주의
- 1787년 연방 회의 토론 기록

## 관련 문헌
- Elliot, Jonathan (1836a). 《Elliot's Debates》 One 2판. Washington D.C.: Published under the sanction of Congress. LCCN 17007172.
- —— (1836c). 《Elliot's Debates》. Three 2판. Washington D.C.: Published under the sanction of Congress. LCCN 17007172.
- —— (1836d). 《Elliot's Debates》 Four 2판. Washington D.C.: Published under the sanction of Congress. LCCN 17007172.
- Ferling, John (2003). 《A Leap in the Dark: The Struggle to Create the American Republic》. New York, New York: Oxford University Press. ISBN 978-0-19-515924-0.
- Gunn, Giles B., 편집. (1994). 《Early American Writing》. New York, New York: Penguin Group. ISBN 978-0-14-039087-2.
- Kilpatrick, James J., 편집. (1961). 《The Constitution of the United States and Amendments Thereto》. Richmond, Virginia: Virginia Commission on Constitutional Government.
- Labunski, Richard (2006). 《James Madison and the Struggle for the Bill of Rights》. New York, New York: Oxford University Press. ISBN 978-0-19-518105-0.
- Madison, James (1787). “Notes of Debates in the Federal Convention of 1787”. New Haven, Connecticut: 아발론 프로젝트, 예일 법학대학원 릴리언 골드만 법학 도서관 – The Debates in the Federal Convention of 1787, which framed the Constitution of the United States of America, reported by James Madison, a delegate from the state of Virginia. Hund, Gaillard; Scott, James Brown, eds. Oxford University Press, 1920. 경유.
- Maier, Pauline (2010). 《Ratification: The People Debate the Constitution, 1787–1788》. New York, New York: Simon & Schuster. ISBN 978-0-684-86854-7.
- Millican, Edward (1990). 《One United People: The Federalist Papers and the National Idea》. Lexington, Kentucky: University Press of Kentucky. ISBN 978-08131-6033-7.
- Scharf, J. Thomas (1888). 《History of Delaware 1609–1888》 One. Philadelphia, Pennsylvania: L. J. Richards and Company.
- Smith, Page (1962). 《John Adams》. Two 1784–1826. Garden City, New York: Doubleday.
- Vile, John R. (2005). 《The Constitutional Convention of 1787: A Comprehensive Encyclopedia of America's Founding》. 1: A-M. Santa Barbara, California: ABC-CLIO. ISBN 978-1-85109-669-5.
- Warren, Charles (1928). 《The Making of the Constitution》. Boston: Little, Brown, and Company.
- Wright, Robert K. Jr.; MacGregor, Morris J. Jr. (1987). 〈Appendix A: The Annapolis Convention〉. 《Soldier-Statesmen of the Constitution》. Washington, D.C.: U.S. Army Center of Military History. ISBN 978-0-16-035959-0. CMH Pub 71-25.
- Yates, Robert (1821). 《Secret Proceedings and Debates of the Convention Assembled at Philadelphia, in the Year 1787: For the Purpose of Forming the United States of America》. Albany: Websters and Skinners.